# Carlisle & Finch
A Carlisle & Finch, fundada em 1894 pelos engenheiros elétricos: Robert Finch e Morton Carlisle, inicialmente fabricou motores elétrico e brinquedos, vindo mais tarde a se especializou em produtos náuticos e especialmente holofotes de busca. Ela está sediada em Cincinnati, Ohio.

## Realizações
Em termos de produto, ela ficou muito conhecida pelo seu holofote DCB-224, que já não é mais fabricado, sendo substituído por outros mais modernos.
Em termos históricos, ela ficou marcada por ter introduzido o trem elétrico no mercado de brinquedos em 1897, porém abandonou o ramo.